# Ferreux-Quincey
 Ferreux-Quincey  là một xã ở tỉnh Aube, thuộc vùng Grand Est ở phía bắc miền trung nước Pháp.